# 杨国昱
杨国昱（1965年1月—），中国科学院福建物质结构研究所教授，主要从事无机合成与材料化学方面的研究工作。入选中华人民共和国教育部2009年度"长江学者"特聘教授、“新世纪百千万人才工程”国家级人选，中国国家杰出青年科学基金获得者。